# 갈리치아-볼히니아
갈리치아-볼히니아 공국(우크라이나어: Галицко-Волинскоє князство 할리츠코 볼린스코에 크니야즈스트보[*]) 또는 갈리치아-볼히니아 왕국(Галицко-Волинскоє Королѣвство 할리츠코 볼린스코에 코롤브스트보[*]), 약칭 갈리치아-볼히니아(Галицко-Волинскоє 할리츠코 볼린스코에[*])는 폴란드 왕국의 레셰크 1세의 도움을 받은 류리크 왕조 출신인 볼히니아의 대공 로만 므스티슬라비치의 갈리치아에 인해 생겨난 오늘날의 우크라이나 지역에 볼히니아와 갈리치아에 있었던 나라로, 역사적으로는 루스 왕국(고대 동슬라브어: Королѣвство Русь)으로 불렸다. 로만 므스티슬라비치는 1199년부터 1349년까지 존재했던 이 나라에 할리크 공국(갈리치아)과 볼히니아 공국을 하나로 통일시켰다. 노브고로드 공화국 그리고 블라디미르 대공국과 함께, 키예프 루스가 분열된 이후에 생겨난 여러 루스 공국들 중 가장 강력한 국력을 지닌 국가들 중 하나였다.
1239년–41년 동안에 몽골의 키예프 루스 침략으로 인해 막대한 피해를 입은 후, 류리크 왕조 출신의 다닐로 로마노비치 공은 1246년에 킵차크 칸국의 바투 칸에게 종속국으로서의 충성의 맹세를 강요 받았다. 그는 그의 영지에서 타타르의 멍에를 없애기 위해 노력하였지만, 서유럽으로부터의 형식지향적인 지원(1253년에 교황 특사가 "Rex Rusiae"라는 대관식을 내려줌)과 다른 유럽 국가들과 군사 동맹 시도가 무산되면서 성공적이지는 못하였다. 1349년에 폴란드 왕국이 이곳으로 진출하면서 킵차크 칸국의 영토에서 독립하게 되었다.
갈리치아-볼히니아의 서부 지역은 오늘날의 폴란드 동남부 지역인 산강과 비에프슈강 사이까지이며, 동부 지역은 핀스크 습지대(벨라루스)와 오늘날의 우크라이나에 있는 남부크강 상류에 이르렀다. 이 시기에 갈리치아-볼히니아는 흑루스, 리투아니아 대공국, 투로프-핀스크 공국, 노브고로드 공화국, 킵차크 칸국, 폴란드 왕국, 몰도바 공국, 튜튼 기사단령과 국경을 맞댔다.